# Чавич, Милош
Милош Чавич (серб. Милош Чавић; 2 октября 1918, Яворань — 24 января 1942, Шегестин) — югославский партизан Народно-освободительной войны, Народный герой Югославии.

## Биография
Родился 2 октября 1918 в Яворани близ Двора-на-Уни в бедной крестьянской семье. Серб из Хорватии. В 1937 году зачислен в артиллерийскую школу младших офицеров, нёс службу в Нише и дослужился до звания младшего сержанта. За свою поддержку Коммунистической партии Югославии был лишён воинского звания и брошен в тюрьму, откуда вышел только после капитуляции Югославии.
С 1941 года Милош состоял в партизанском движении, был руководителем партизанского отряда в Дворе-на-Уни, с которым атаковал усташей в своём селе. С июля 1941 года член Коммунистической партии Югославии, с конца 1941 года стал командиром 2-го батальона при Банийском партизанском отряде.
24 января 1942, обороняя Шегестин от усташей, Милош Чавич погиб. 5 июля 1951 ему посмертно присвоили звание Народного героя Югославии.